# Quaderns PDU metropolità
La col·lecció Quaderns PDU metropolità és una sèrie de publicacions iniciada el 2014, per tal de documentar el procés de treball relacionat amb el Pla Director Urbanístic (PDU) de la ciutat de Barcelona. Sota la supervisió del Servei del PDU i altres actors rellevants, aquesta col·lecció consta de 17 volums disponibles en format imprès i digital. Els primers vuit volums contenen estudis previs i reflexions tècniques sobre planejament urbanístic, mentre que els vuit volums següents se centren en les directrius urbanístiques i aborden àrees com els polígons d'activitat econòmica, les àrees de centralitat i innovació, els teixits residencials, la mobilitat i la infraestructura verda metropolitana. Els quaderns tracten temes com l'habitatge, l'organització de l'espai públic i els equipaments, i posen èmfasi en la mobilitat sostenible i les connexions entre centres metropolitans. També aborden el sistema de relacions metabòliques en una metròpolis. L'objectiu d'aquests quaderns seria compartir reflexions amb la ciutadania per enriquir el PDU i fomentar la participació ciutadana, transparència i pluralitat d'opinions en el desenvolupament d'un marc urbà sostenible i integrador per a l'àrea metropolitana de Barcelona.